# Gloria Bardwell
Gloria Bardwell (née Simmons, anciennement Fisher et Abbott) est un personnage de fiction du feuilleton télévisé Les Feux de l'amour. Elle est interprétée par Joan Van Ark en 2004-2005 puis par Judith Chapman depuis 2005.

## Histoire

### L'arrivée de Gloria
Gloria Fisher vient en ville après que son plus jeune fils, Kevin, l'a appelée à l'aide. Elle entame une relation romantique avec John Abbott. Ils se marient, mais elle cache son lien de parenté avec ses fils Kevin Fisher et Michael Baldwin parce que John ne les aime pas, particulièrement Kevin, qu'il considère comme un individu devant être interné ; en effet le jeune homme a essayé de tuer la petite-fille de John, Colleen, après avoir commis d'autres délits. Quand John découvre la vérité, il est vraiment furieux. Mais après que Kevin lui a sauvé la vie quand John est tombé dans les escaliers, il acceptera la famille de Gloria.

### De l'arrivée de Tom à l'histoire de la crème empoisonnée: GloAgain
Tom Fisher (ex-mari de Gloria et père de Kevin) vient en ville et commence à faire chanter Gloria en la menaçant de révéler à John qu'elle et lui sont toujours mariés. Elle se plie au chantage, il lui demande de grosses sommes d'argent et aussi de l'aider à sortir avec la fille de John, Ashley. John découvre ce chantage ; il tire accidentellement sur Tom et le tue. Momentanément amnésique,  John recouvre la mémoire, confesse son crime et va en prison. Avant, il laisse à Gloria une procuration sur Jabot. Les enfants de John, Ashley et Jack, détestent Gloria à cause de ses manipulations et de son rôle dans l'emprisonnement de leur père. 
- Gloria conçoit, avec Ashley, la Crème GloAgain (Lumière Céleste), prétendant relancer la production et sauver ainsi Jabot. Jack envoie des échantillons avant que Gloria ait annoncé le jour du lancement. Pour se venger, elle empoisonne la crème avec de l'eau de Javel. Un grand nombre de personnes en sont victimes ; dont Abby Carlton la petite-fille de John ; cela pourrait même être la cause du décès d'une femme, Emma Gibson (qui présente lors de son autopsie plusieurs causes possibles de décès). Le mari d'Emma attaque Jabot en justice ; Gloria arrive à le convaincre que Jack est le fautif.

### Le procès de John
Gloria et John restent mariés après la mort de Tom. Mais celui-ci, pour épargner l'incarcération à sa fille Ashley, a accepté une peine plus lourde : il écope dès lors de 6 années d'emprisonnement. Il ne vivra pas assez longtemps pour achever sa peine. Gloria viendra souvent le voir. Tout comme Jack et Ashley.

### La mort de John et les mariages avec les frères Bardwell
Pendant qu'il est en prison, John souffre d'une attaque cérébrale dont il meurt. On apprend que Jack a manipulé son père pour qu'il modifie son testament et ne laisse rien à Gloria. Katherine Chancellor et Jill Abbott donnent à Gloria un job chez Jabot. Celle-ci entame une relation amoureuse avec le procureur William Bardwell qui a récemment hérité une fortune de son oncle et découvert la vérité sur le scandale de la crème. Ils se marient. William a une attaque et est transporté à l'hôpital. Gloria essaie de le faire changer d'opinion sur le scandale de la crème. Elle décide d'aller se dénoncer dans le but qu'il ne stresse pas. Voyant qu'elle l'aime vraiment, William stoppe l'action en justice ; mais malheureusement succombe à son attaque. Elle hérite de la fortune (50 millions de dollars.)
- Le frère jumeau de William, Jeffrey arrive à Genoa et essaie d'avoir l'héritage. Il va voir Gloria et lui présente une boîte que William lui a laissée, dans laquelle se trouve un pot de crème contaminée. Gloria est convaincue que Jeffrey connaît son délit. Elle joue au chat et à la souris avec Jeffrey. Cela les conduit à se marier 2 fois et au deuxième mariage, ils tombent vraiment amoureux.
- La vérité sur le testament de John Abbott éclate et Gloria récupère la moitié du Manoir Abbott. Gloria et Jeff iront habiter au manoir avec Jack et Sharon, les deux couples vivent ensemble. Chaque couple fait tout pour que l'autre quitte la maison. Gloria change le style du manoir ;  Jeffrey s'allie avec Jack et Sharon car Gloria ne veut pas avoir de relations sexuelles dans la maison de son défunt mari. Ils engagent un acteur, Alistair Wallingford, pour jouer le fantôme de John et effrayer Gloria afin qu'elle quitte la maison.Gloria découvre la supercherie et poursuit Jack en justice. Finalement Jack influencé par sa conscience et le souvenir de son père donne le manoir à Gloria. Lui et Sharon déménagent. Gloria, influencée par Jana et sa croyance dans le karma, décide de leur rendre la maison et va vivre avec son mari dans la maison d'amis des Abbott.
- Jeffrey et Gloria joignent leurs efforts à ceux des enfants Abbott pour reprendre le contrôle de Jabot. Avec l'aide de son fils Kevin, Gloria parvient à manipuler Katherine dans le but de lui vendre ses parts de Jabot. Elle et Jeff montent une entreprise visant à racheter les parts de Jabot. Lors de la fausse mort de Katherine, Gloria reçoit à  l'ouverture du testament les parts qu'il lui fallait pour pouvoir diriger Jabot.
- Le père de Michael, River Baldwin, arrive dans leurs vies. River a besoin de Gloria pour témoigner en sa faveur afin qu'il n'aille pas en prison. Jeffrey, jaloux de lui, fait du chantage à Gloria et lui dit que si elle aide River, il ira la dénoncer pour avoir contaminé GloAgain. Malgré cela, Gloria va témoigner en faveur de River et sera arrêtée.

En prison, Gloria vend ses parts de Jabot à Victor Newman, qui les vendra à Jill. Les Abbott ont repris le contrôle de Jabot !

### La nouvelle vie de Gloria
Gloria est relâchée quand il est reconnu qu'elle n'a eu aucun rôle dans une quelconque mort. Elle se réconcilie avec Jeffrey, mais met un terme à leur relation quand elle le voit avec Jill. Gloria et Jeff finissent par divorcer.
Cependant, ils restent ensemble et quand Phyllis Newman veut reprendre son ancien appartement, elle la jette dehors. Gloria et Jeffrey sont comme Jill ruinés lorsque Newman Entreprise retire ses fonds du banque des Caraïbes. Gloria et Jeffrey tente alors d'obtenir les récompenses de 1 et 2 millions de dollars de Jack et Victor pour la capture de Mary Jeanne Benson, alias Patty. Mais ils se font piéger et sont toujours sans un sous. Finalement le duo se refait une santé financière lorsque Nicolas Newman prend durant quelques semaines la tête de l'entreprise familiale et les indemnises pour acheter leur silence même si les pertes sont loin d'être couverte. Gloria demande alors à Michael d'user de son influence au sein de Newman Entreprise pour leur trouver un bon placement. Michael peu enclin à duper Victor, donne à sa mère au hasard le nom d'une entreprise allemande spécialisée dans la nanotechnologie. Gloria et Jeffrey y investissent toutes leurs économies et à la surprise de Michael, l'investissement se révèle très rentable. Gloria et Jeff rachètent l'Indigo et le transforment en un restaurant, le renommant Gloworm (ver luisant). L'établissement ouvre ses portes au début du mois d’août 2010. 
Gloria continue toujours de soutenir ses deux fils, particulièrement Kevin qui est face à certains problèmes avec son ex-femme Jana Hawkes, devenu mentalement instable depuis la prononciation de leur divorce. Parallèlement, elle fait du Gloworm le bar le plus branché de Genoa. Mais, Kevin finit par découvrir que Jeffrey blanchit de l'argent du Gloworn, sur le dos de sa mère. Il devient alors son coursier et doit livrer des sacs Fenmore's remplis d'argent et d'enveloppes avec des paris truqués. Chloé s'aperçoit vite de ce que Kevin fait, après l'avoir suivi. Seulement, une fois, Gloria trouve un de ses sacs et utilise l'argent qui est à l'intérieur pour s'acheter une robe, des talons et une montre pour Jeffrey. La personne à qui Kevin doit remettre les sacs, Hogan, le menace explicitement. Jeffrey réussit à passer un autre sac à Kevin, qui décide d'aller le remettre immédiatement à Hogan. Chloé l'accompagne mais malheureusement, ils se font arrêter quand des policiers s'aperçoivent du sac rempli d'argent et renversé sur la banquette arrière de la voiture de Kevin. Finalement, ils ne passent qu'une nuit en prison car la police n'a pas de preuve contre eux. En plus de la gestion du Gloworm, Gloria se lance dans l'immobilier et vend sa première maison à William et Victoria en 2010. Le jour de la Saint-Valentin 2011, Gloria organise une fête au Gloworn dont les bénéfices seront reversés à une association militant contre la maltraitance des animaux. Elle enferme Chloé et Kevin dans son bureau et ils finissent par faire l'amour. Peu après, Hogan envoie son homme de main, Angelo Veneziano, réclamé encore de l'argent à Jeffrey. Comme Jeffrey ne paie pas, Angelo menace Kevin. Gloria fait la connaissance d'Angelo avec qui elle se lie d'amitié, sans penser que c'est un trafiquant. En août 2011, Gloria, l'agent immobilier frappe de nouveau quand elle vend le manoir des McMillan à Genevieve Atkinson, la mère de Cane Ashby et accessoirement la nouvelle petite-amie de Jack.

### La romance avec Angelo
En septembre 2011, Jeffrey quitte Genoa pour Las Vegas. Peu après son départ, Kevin annonce à sa mère que tous les comptes du Gloworn ont été vidés et que par conséquent, elle est ruinée. Gloria n'en revient pas et comprend que Jeffrey a vidé leurs comptes avant de partir. Quelques minutes plus tard, elle reçoit des fleurs et une carte de Jeffrey lui annonçant que tout est fini entre eux. Désespérée de ne plus avoir d'argent et craignant de devoir fermer son cher bar, Gloria décide de brosser dans le sens du poil Angelo, au grand dam de ses fils, pour maintenir le Gloworn à flot. Parallèlement, Jill entame une nouvelle relation avec Colin Atkinson, le père de Cane. Ceux-ci ne cessent de narguer Geneviève. Alors quand Jill s'arrange pour qu'elle aille en voyage d'affaires à sa place pendant un mois, elle décide de se venger. Avant de partir à l'aéroport, Pour se venger, elle appelle Colin, lui demande de la rejoindre chez elle et le piège en l'enfermant dans sa cave à vins. Pendant ce temps, Jill attend Colin pour une soirée romantique. Elle apprend le lendemain qu'il est parti avec Geneviève en voyant deux billets d'avion à leurs noms. Or, c'est ce qu'elle a essayé de lui faire croire. Colin, qui n'a pas son portable pour pouvoir appeler de l'aide, réussit à déclencher l'alarme de la maison. La compagnie qui gère l'alarme de la maison, appelle Gloria afin qu'elle aille couper l'alarme. Arrivée au manoir, elle trouve Colin dans la cave, y entre et laisse la porte se fermer derrière elle, ce qui fait qu'ils sont tous deux bloqués dans la cave. Mais ils sont finalement libérés par Jill & Cane. Cependant, pendant qu'ils étaient enfermés dans la cave, Gloria a vu Colin fouillé dans son coffre-fort qui contenait ses livres de compte, liés à des affaires illégales. Alors il décide de la tuer elle et Geneviève en les attirant dans le manoir de Geneviève qu'il a piégé. Le 20 octobre, Colin met son plan en marche. Pour ce faire, il appelle Gloria en se faisant passer pour l'assistant de Geneviève et en prétextant qu'elle voulait lui vendre sa maison. Mais avant d'y aller, Gloria découvre justement que Jeffrey a vidé leurs comptes en banque. Par conséquent, elle ne peut plus acheter la maison et donc ne se rend pas au rendez-vous. Quant à Geneviève, elle n'est pas chez elle car elle est partie fêter la vente de Jabot à Jack avec celui-ci. Cependant, Lily, qui a téléphoné Geneviève plus tôt pour passer chez elle, arrive et entre dans la maison, en pensant qu'il y a quelqu'un, quand elle voit que la porte d'entrée est entre-ouverte. Quand il la voit rentrer, Cane court dans la maison et la retrouve dans la cuisine. Lily est étonnée de le voir là et pense qu'il l'a suivi mais Cane lui dit qu'ils n'ont pas le temps de parler et qu'ils doivent absolument partir. Lily refuse mais soudain ils sentent une odeur de gaz et une explosion retentit. Cane réussit à sauver Lily juste à temps en la portant mais Myrna Murdock, la gouvernante de Geneviève est gravement blessée. Colin finit par être arrêté et extradé en Australie.
Quelques jours plus tard, le soir d'Halloween, Angelo revient en ville avec sa fille pourrie-gâtée, Angelina, qui souhaite devenir chanteuse. Celle-ci chante à la fête organisée par Victoria mais malheureusement, elle chante très mal. Sauf qu'elle et son père sont persuadés qu'elle est destinée à devenir une grande chanteuse. Alors, Gloria persuade Devon de devenir le producteur d'Angelina. Celle-ci commence alors à faire des avances à Kevin, désormais fiancé à Chloé. Angelo finit par donner à Gloria l'argent qu'il lui faut et en échange, il exige qu'ils deviennent associés. Gloria accepte et quand Michael l'apprend, il est fou de colère qu'elle se soit associé à ce mafieux. Très vite, Angelo se montre entreprenant avec Gloria et lui fait comprendre qu'elle peut tourner la page de son histoire avec Jeffrey avec lui. Le 6 décembre, on voit Jeffrey seul sur une île déserte essayant de faire un feu, ce qui réfute la thèse qu'il ait quitté Gloria après lui avoir volé tout son argent.. Kevin découvre ensuite que sa mère travaille à la foire aux sapins pour pouvoir garder son appartement et décide de l'aider financièrement.

### Le retour de Jeffrey
Angelo offre le Gloworn dans sa totalité à Gloria comme cadeau de Noel. Michael vérifie le contrat et y trouve des incohérences. Pourtant, Angelo lui assure qu'il est en bonne et due forme. Malgré tout, Gloria le remercie, le considérant comme son ange gardien puis entame une relation amoureuse avec lui. Leur premier rencard est interrompu par un appel de Dino, l'homme de main d'Angelo qui lui annonce qu'il a retrouvé Angelina dans un motel près des chutes du Niagara avec Kevin. Angelo lui ordonne alors de le tuer Kevin. À ce moment-là, Angie et Kevin reviennent au motel, voient Dino et ont tout juste le temps de s'enfuir discrètement pour Long Island, là où Angelo a une cabane. Ils y découvrent avec stupéfaction Jeffrey, qui clame qu'il n'a pas volé ni abandonné Gloria et que c'est Angelo qui l'a fait prisonnier sur l'île. Il veut à tout prix aller la retrouver mais Kevin & Angie lui expliquent pourquoi ils ne peuvent pas. Alors derrière leur dos, il vole leur bateau et les abandonne sur l'île sans nourriture. Mais, il chute du bateau et se cogne la tête, ce qui le rend amnésique. Il continue alors sa route vers Genoa sans savoir vraiment pourquoi sous le nom d'Eliott. Arrivé à Genoa, il s'arrête au Néon Ecarlate et y voit Jill. Pour savoir s'il est vraiment amnésique, elle l'emmène à l'hôpital et les médecins confirment ses dires. Après qu'il s'est souvenu du jour où ils ont couché ensemble, il l'embrasse et elle le repousse. Elle décide alors de l'emmener voir Gloria au Gloworn. A peine arrivés Gloria se rue vers lui et le gifle. Elle ne croit pas à son histoire d'amnésie et lui fait comprendre qu'elle est passée à autre chose avec Angelo. Lorsque Jeffrey le voit, il a un flash-back, revoyant Angelo le forcer à remplir un sac avec l'argent de la caisse du Gloworn. 
Kevin et Angelina réussissent à quitter l'île et ère pendant trois jours en mer jusqu'au moment où il trouve une autre île. Cependant, ils voient la cabane d'Angelo et se rendent compte qu'ils sont revenus sur la même île. De plus, ils constatent que quelqu'un était dans la maison durant leur absence et soudain Dino, qui a retracé le portable de Kevin tombé à l'eau près de l'île, entre en pointant son arme sur lui. Il appelle Angelo qui lui dit de tuer Kevin mais Angelina s'y oppose en disant qu'ils vont se marier le jour-même, à savoir le 10 février. Dino les emmène donc en ville où un juge de paix les marie avant de les ramener à Genoa. Sur le chemin du retour, Angelina poste un message dans lequel elle dit que Kevin et elle sont mariés. Ainsi, Angelo et la famille de Kevin organisent une réception en leur honneur au Gloworn pour les accueillir. Quand ils entrent au Gloworn, de nombreuses personnes dont surtout Angelo les félicitent. Kevin joue la comédie mais le fait qu'il soit malheureux se lit sur son visage et sa famille le voit. Michael tente d'obtenir des réponses mais ils ne parviennent pas à discuter en privé. Lors de la Saint-Valentin, Jeffrey revient voir Gloria et lui offre une boîte de chocolats rose en forme de cœur mais elle les refuse étant donné que quelques heures plutôt, Angelo lui a offert un collier en diamant. Quand il revient la voir quelques jours plus tard à la recherche d'un travail, elle accepte de l'embaucher en tant que serveur jusqu'à ce que sa mémoire lui revienne et qu'il lui dise où est son argent. Cependant, Jill se rend très vite compte qu'elle l'a en fait embaucher pour le garder auprès d'elle car elle l'aime toujours bien qu'elle le nie.
Peu après, Gloria engage Anita Lawson en tant que serveuse. Un jour, pendant qu'elle travaille, elle voit Jeffrey et reste figée. Elle le reconnaît mais lui non. Elle appelle sa fille Chelsea en lui disant qu'elle a retrouvé son père mais elle ne lui donne pas son nom donc Chelsea pense qu'elle ment. Quand Angie décide d'aider Kevin à mettre fin à leur mariage pour qu'il puisse retourner avec Chloé, Angelo sent qu'il est sur le point d'être découvert. Il demande Gloria en mariage devant Jeffrey et elle accepte. C'est alors que la mémoire lui revient soudainement et qu'il le menace de révéler à Gloria que c'est lui qui l'a volé, qui l'a forcé à écrire la lettre de rupture peu après son départ pour Las Vegas, qui l'a enlevé et envoyé sur l'île perdue. Pour l'empêcher de parler, Angelo le tabasse, le bâillonne et le jette dans la benne à ordure derrière le bar. Jill le retrouve et le libère à temps pour qu'il puisse interrompre le mariage en disant toute la vérité à Gloria. Angelina confirme ses dires. Alors, Gloria & Jeffrey se retrouvent et il la redemande en mariage en même temps que Kevin avec Chloé. Elles acceptent et Katherine officie cet impromptu double mariage le 27 mars devant Angelo et Angelina, le cœur brisé. Michael et Jeffrey obligent Angelo à céder officiellement et dans sa totalité le Gloworn à Gloria pour ne pas être poursuivi pour enlèvement et vol. Angelina leur fait écouté son nouveau single, Good Goodbye, qui reflète ses sentiments au moment où elle a dû se séparer de Kevin avant de s'en aller avec son père poursuivre sa carrière à Los Angeles.

### Chelsea, la fille cachée de Jeffrey
Juste après, Chelsea arrive et le confronte en disant qu'il est son père. Mais il nie être son père et affirme qu'il n'a jamais vu Anita depuis qu'elle travaille au bar même s'il a des problèmes de mémoire. Il s'en va juste après en lune de miel à Reno avec Gloria et découvre que Kevin & Chloe y vont aussi. Chelsea est alors déçue : elle pense qu'il ment et qu'il ne souhaite pas la connaître. Cependant, ce que ni elle, ni Jeffrey, ni Gloria et ni Anita ne savent, c'est que Michael s'est procuré un de leurs cheveux pour faire un test ADN. Les résultats tombent et le test s'avère être positif. Gloria vire Anita, Jeffrey clame que le test est faux et prétend que c'est son frère jumeau décédé, William, qui est son père biologique. Personne n'y croit vraiment mais comme un doute subsiste, la version d'Anita est primordiale. Cependant, après son licenciement, elle quitte brutalement la ville sans même prévenir Chelsea. On découvre ensuite au cours d'une conversation téléphonique avec Anita que Jeffrey ment et qu'il a payé Anita afin qu'elle quitte la ville et ainsi qu'elle emporte le secret de sa paternité. Mais en même temps, on apprend, par Anita, qu'ils sont toujours légalement mariés.
Peu après, Kevin & Chloe décident ensemble de créer un site d'achats en ligne de manière que chacun puisse trouver ce qu'il cherche de manière presque instantanée. Après que Katherine et Abby ont accepté d'investir dans leur projet, Gloria accepte à son tour.

### Retour pour les fêtes
Le 21 décembre 2016, après plus d’un an d'absence, Gloria est revenue célébrer Noël avec sa famille. Il n’a pas fallu longtemps à Gloria pour s’en prendre à Chloé pour à nouveau fréquenter son fils Kevin. Elle s'en est également prise à Esther alors qu’elle tentait de défendre sa fille. Michael et Kevin essaient de la garder sous contrôle. Gloria révèle qu’elle a une fois de plus quitté Jeffrey et ne veut plus jamais entendre son nom. Il est révélé que Jeffrey a dépensé tout l’argent de Gloria et qu’elle est maintenant fauchée. À la suite de cela, Gloria demande à Lauren un emploi chez Fenmores, qui est en difficulté. Après que Lauren ait refusé, Gloria la trahit en disant à Jack qu’elle l’aidera à prendre le contrôle de Fenmores, à la condition qu’elle obtienne un « petit rôle » dans la gestion de l’entreprise. Elle incite ensuite plusieurs investisseurs à ne pas investir dans Fenmores afin que Jack soit la seule option de Lauren. Jack finit par acquérir 49% de Fenmores. Gloria va ensuite voir Jack pour encaisser la promesse d’emploi, mais elle est refoulée et on lui dit qu’elle ne peut pas et ne se verra pas offrir un poste. Plus tard, Gloria et Jack finissent par boire ensemble, et finissent par coucher ensemble. Gloria tente de déguiser cet incident en agression sexuelle dans l’émission de potins GC Buzz et tente de l’utiliser pour faire chanter Jack afin qu’il lui donne une sorte de compensation. Jack finit par donner à Gloria un emploi en tant qu’assistante de direction, ce que Gloria accepte à contrecœur, car elle espérait un titre de poste plus important. Jack et Gloria deviennent rapidement amis avec des avantages sociaux, mais Jack décide d'arrêter lorsque cela commence à interférer dans leur travail et vie personnelle. Jack et Gloria restent amis et s’impliquent souvent dans les affaires personnelles de l’autre. Gloria continue de travailler comme adjointe exécutive des Jabots lorsque son ancien gendre Billy Abbott devient PDG. Cependant, Gloria est remplacée par le nouveau venu Ted quand Ashley Abbott prend la relève à la mi-octobre.